# Лев-Балка
Лев-Ба́лка — село в Україні, у Новомиргородській міській громаді Новоукраїнського району Кіровоградської області. Населення становить 36 осіб. Площа села — 85,76 га.

## Населення
Згідно з переписом УРСР 1989 року чисельність наявного населення села становила 56 осіб, з яких 22 чоловіки та 34 жінки.
За переписом населення України 2001 року в селі мешкало 36 осіб.

### Мова
Розподіл населення за рідною мовою за даними перепису 2001 року:
| Мова       | Відсоток |
| ---------- | -------- |
| українська | 97,22 %  |
| російська  | 2,78 %   |

## Вулиці
У Лев-Балці налічується дві вулиці — вул. Степова та вул. Суворова.